# Ethan Francois-Ravalier
Ethan Francois-Ravalier (sinh ngày 13 tháng 12 năm 1996) is a footballer thi đấu ở vị trí hậu vệ phải cho Goshen Maple Leafs và Đội tuyển bóng đá quốc gia Grenada.

## Sự nghiệp chuyên nghiệp
Francois-Ravalier gia nhập Goshen College năm 2015 để khởi đầu sự nghiệp bóng đá, với mục đích tham gia Major League Soccer.

## Sự nghiệp quốc tế
Mitchell ra mắt cho Đội tuyển bóng đá quốc gia Grenada trong trận đấu 3-3 (3-4) ở Vòng loại Cúp bóng đá Caribe 2017 trước Puerto Rico ngày 1 tháng 6 năm 2016.